# Vítek I. z Krumlova
Vítek I. z Krumlova, ze Sepekova a Načeradce (též v německé podobě jako Witiko von Krumau, či latinsky jako Witigo de Crummenowe; před rokem 1220 – 1277 pravděpodobně na Vítkově hrádku) byl český šlechtic z rodu Vítkovců z rodové větve pánů z Krumlova. Působil ve službách českých králů Václava I. a Přemysla Otakara II.

## Život

Pečeť Vítka z Krumlova

Vítek z Krumlova je doložen v letech 1220–1277. Jeho otec Záviš z Nechanic zastával v letech 1233[zdroj?]–1236 úřad královského podkomořího. A v těchto letech jsou u královského dvora doloženi také jeho bratr Budivoj. Královský palác však Vítkovci museli dočasně opustit, pravděpodobně kvůli sporům mezi českým králem a císařem Fridrichem II. o dědictví Babenberků. Vrátili se teprve po roce 1242.
Zmínky o Vítkovi se dochovaly v četných dokumentech, které sám inicioval nebo v nich vystupoval jako svědek, většinou spolu se svým bratrem Budivojem. Vosková pečeť, kterou používal, zobrazuje lva, který má před sebou pětilistou růži.
- V roce 1258 jako náhradu za způsobené škody a za svou záchranu daroval Vítek tři statky a ves Pfaffenschlag klášteru Schlägl a kostel ve Světlíku. Ve stejném roce dne 16. června pražský biskup Jan z Dražic potvrdil klášteru Schlägler patronátní právo nad kostelem Kirchschlag, který taktéž klášteru daroval Vítek.
- Stejně jako jeho bratr Budivoj, věnoval „Witigo de Krumbenowe“ 1. června 1259 nově založenému klášteru ve Vyšším Brodě svůj podíl lesa, který byl později nazýván klášterním lesem (Klosterwald).
- V roce 1260 je Vítek uveden jako svědek spolu s bratrem Budivojem v listině, jíž Vok I. z Rožmberka obnovil svou fundaci Vyšebrodského kláštera („Dominus Budewoy et dominis Witigo de Krummenowe frater suus“).
- Když Vok z Rožmberka dne 28. května 1261 ve Štýrském Hradci potvrdil dary učiněné vyšebrodskému opatství, byli mezi svědky opět „Dominus Budewoy et dominis Witigo de Krummenowe“.
- O dva týdny později dne 11. června byl „Witigo de Crummenowe“ přítomen jako svědek v Praze, když Vok z Rožmberka daroval vyšebordskému klášteru kostel sv. Kříže ve Veselí nad Lužnicí a ves Ponědraž.
- Dne 12. května 1264 v Písku potvrdil král Přemysl Otakar II. výměnu panství se Stiro von Wetkowitz, jako svědci vystupovali "Witigo de Crumnov" a jeho bratr "Budiwoi de Scharitz".
- Witigo de Chrumnav byl také přítomen v Pasově v roce 1264 jako svědek, když jeho bratr "Budiwoy v. Skalitz“ a jeho manželka Perchta převedli vesnici Schintau (Schindlau) do vlastnictví Schläglského opatství.
- Když dne 25. května 1265 Witigo von Skalitz a Hojer von Wittingau se vzdali práv na Walkersdorf ve prospěch kláštera ve Světlé místo svých sester, svědky byli bratři „Witigo de Chrumenow“ a „Budiboy de Zcalicz“. Téhož dne byli svědky listiny Ludmily von Reusch, s níž prodala podíl z Walkersdorfu klášteru Světlá.
- Dne 26. 1. června 1266 byli „Witigo de Chrumnawe“ a jeho bratr „Bodiboe de Scalicz“ přítomni jako svědci ve Světlé, když Čeč z Velešína, se souhlasem své manželky Gisely z Kuenringu, cisterciáckému klášteru ve Světlé předal ves Reinprechts.
- V listině vydané ve Strakonicích dne 26. srpna 1274 svědčí „Witigo dominus de Crumnov“, že před pěti lety předal ves Strasan paní Kristýně a jejímu synovi Mikulášovi z Prahy. Totéž ve stejný den potvrdili Vítkovi synové Jindřich a Vok.

Vítek I. z Krumlova je naposledy doložen k roku 1277, kdy před 22. zářím na Vítkově kameni ve své závěti připsal vesnice Gywowis, Nalomich a Hradowi klášteru Vyšší Brod.

## Rodina
Vítek I. z Krumlova byl ženatý se Sybillou, jejíž příjmení není známo. Děti z manželství byly:
- Jindřich z Krumlova († 1301), ženatý s Ofkou
- Vok z Krumlova († 1302), s ním vymřela rodová větev Witigů z Krumlova.